# Avengers: Doomsday
Avengers: Doomsday er en amerikansk film fra 2026 af Anthony Russo og Joe Russo.

## Medvirkende
- Joseph Quinn som Johnny Storm / Human Torch
- Pedro Pascal som Reed Richards / Mister Fantastic
- Ebon Moss-Bachrach som Ben Grimm / Thing
- Vanessa Kirby som Sue Storm / Invisible Woman
- Robert Downey Jr. som Victor von Doom